# Palazzo Cipolloni Cannella

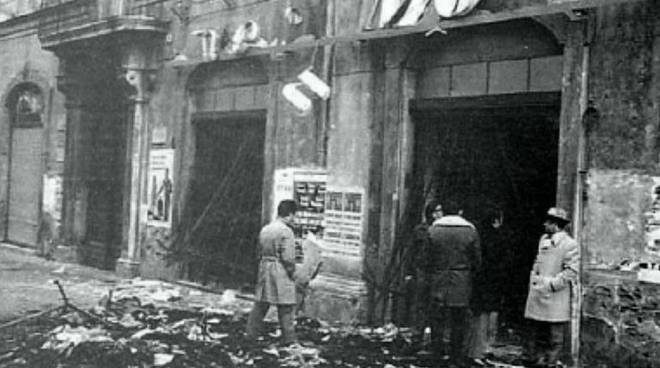
Palazzo Cipolloni Cannella con il magazzino del pescarese Monti, devastato durante i moti di febbraio 1971

Palazzo Cipolloni Cannella, precedentemente noto come Palazzo Bonanni, è un palazzo storico dell'Aquila, inserito nel 1902 nell'elenco dei monumenti nazionali italiani.

## Storia
Il palazzo venne edificato nel 1490 dalla famiglia Pica-Camponeschi, in un luogo particolarmente prestigioso, all'interno del locale della Torre. Già nel 1508 però, gli eredi la cedettero sicché il palazzo cambiò più volte proprietario fino all'acquisto, nel 1634, da parte della famiglia Bonanni. Data la posizione strategica vicino alla piazza del Mercato, i Bonanni destinarono gli spazi del pian terreno al commercio, fatto inusuale per quanto riguarda i palazzi nobiliari aquilani.
Il palazzo subì gravissimi danni dal terremoto del 1703 e dovette essere ricostruito a partire dal 1717.
Nel XIX secolo i Bonanni si trasferirono nel palazzo Lucentini in piazza Regina Margherita e vendettero l'edificio alla famiglia Cipolloni che lo restaurò in stile neoclassico. Con l'annessione al Regno d'Italia gli venne data una destinazione pubblica e l'edificio ospitò la sede abruzzese della Banca Nazionale — che qui rimase fino al 1896 —, la Tesoreria Provinciale e gli uffici della Guardia di Finanza.
Nel 1915 si registrarono danni in seguito al terremoto della Marsica; a causa del panico generato dall'evento sismico, già un mese più tardi, il proprietario — l'avvocato Felice Cipolloni Cannella — ne propose l'acquisto alla Banca d'Italia per 150 000 lire, un prezzo notevolmente più basso rispetto all'effettivo valore dell'immobile. Con l'inizio della prima guerra mondiale, tuttavia, l'accordo non si perfezionò ed il palazzo rimase di proprietà della famiglia.
Il palazzo è rimasto gravemente danneggiato dal terremoto del 2009 subendo il crollo parziale del secondo piano e notevoli lesioni sulle strutture portanti e sulla facciata principale. Negli anni seguenti, è stato interamente ristrutturato e reso nuovamente disponibile alla cittadinanza.

## Descrizione
Palazzo Cipolloni Cannela occupa l'intero isolato tra corso Vittorio Emanuele, via San Flaviano, via Rosso Guelfaglione e via Fabio Cannella, nel pieno centro della città ed adiacente alla piazza del Duomo. Le notevoli dimensioni — 2 550 m² di superficie distribuiti su tre livelli e sottotetto — ne fanno uno dei più vasti palazzi aquilani del centro storico.
Dell'edificio originario in stile rinascimentale, andato distrutto nel terremoto del 1703, rimane l'impianto architettonico e, soprattutto, l'armonioso cortile a loggiati. L'attuale facciata sul corso, invece, di sviluppo pari a circa 50 metri lineari, è in stile neoclassico ed è riconducibile al XIX secolo. Numerosi sono gli elementi di pregio, tra cui i due androni voltati ed affrescati ed i saloni al piano nobile con pavimento alla veneziana e volte in mattoni posti a foglio.